# Aspilus joveri
Aspilus joveri är en skalbaggsart som beskrevs av Ruter 1969. Aspilus joveri ingår i släktet Aspilus och familjen Cetoniidae. Inga underarter finns listade.